# Junonia lemonias
Junonia lemonias — вид метеликів роду родини німфалід (Nymphalidae) розповсюджений в Південній Азії.

## Етимологія
Вернакулярна назва цього виду англійською мовою Lemon Pansy  — лимонний братчик

## Опис
Має коричневий колір, з численними плямами у вигляді очей, а також має чорні і лимонно-жовті плями і лінії на боках.

## Поширення
Розповсюджений в Південній Азії. Ці метелики селяться в садках, парових полях, узліссях. Поширюється в Індії.

## Життєвий цикл

### Яйця
Яйця відкладаються поодинці на нижню сторону листя. Яйця зелені і бочкоподібні з поздовжніми реберцями.

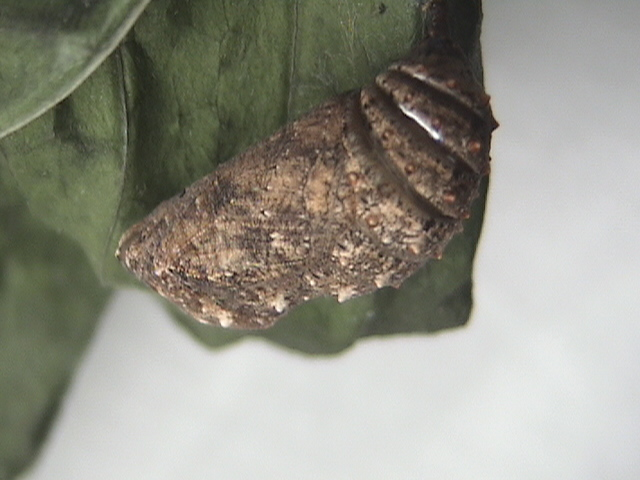
Лялечка на Barleria

### Гусениця
Гусениця циліндрична, рівномірно товста і покрита рядами шипів, які розгалужені на кінці. Має матовий чорний з легким синім забарвленням кольор і на спині смугу більш темного кольору. Та має помаранчеве кільце за головою . Гусениця залишається на нижній стороні листа, а якщо порухується, згортається і падає на землю. Гусениця 40 — 55 мм.

### Лялечка
Лялечкування відбувається в густому листі близько до землі. Лялечка компактний. Лялечка добре замасковані з різними відтінками коричневого кольору.

## Галерея

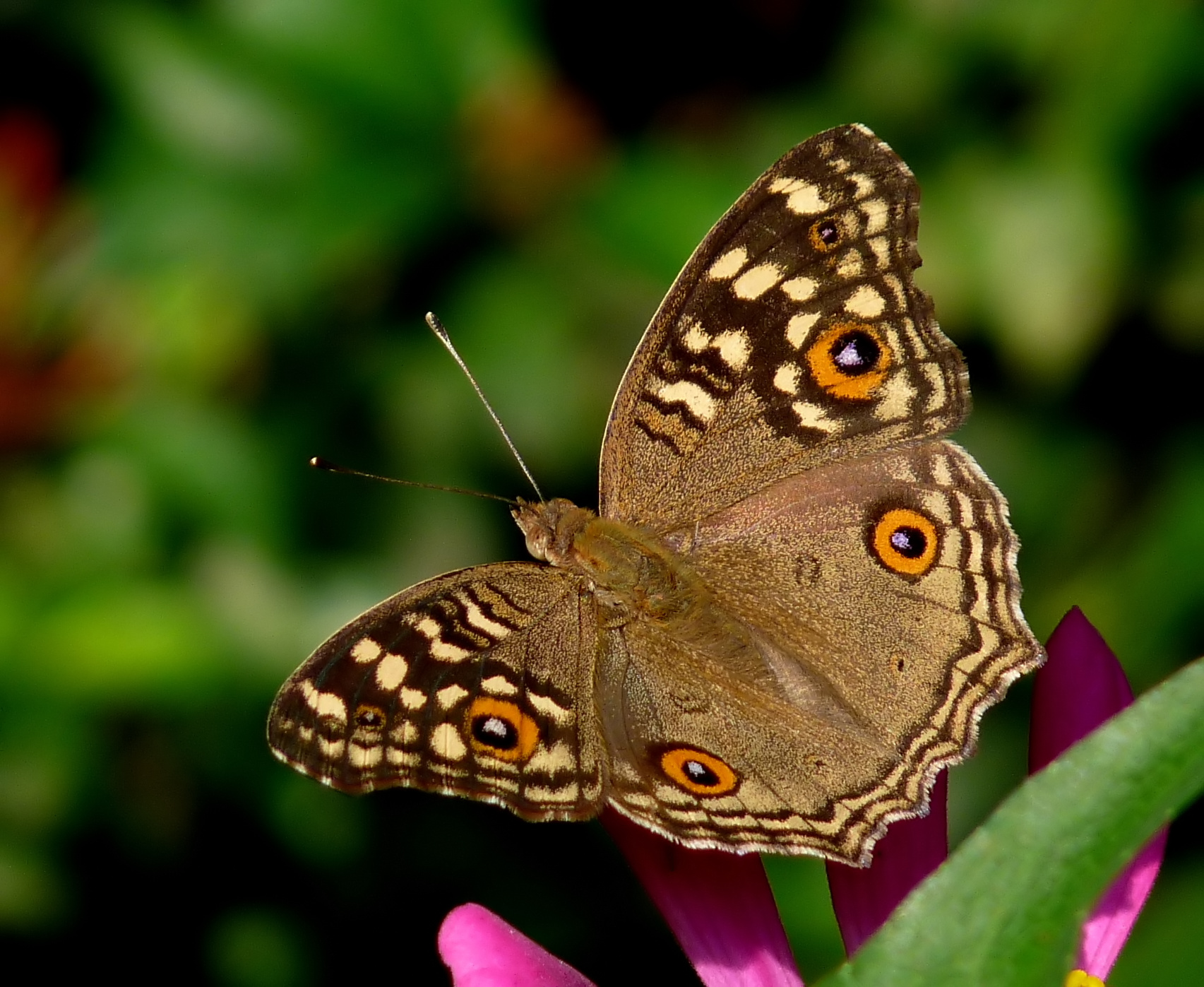
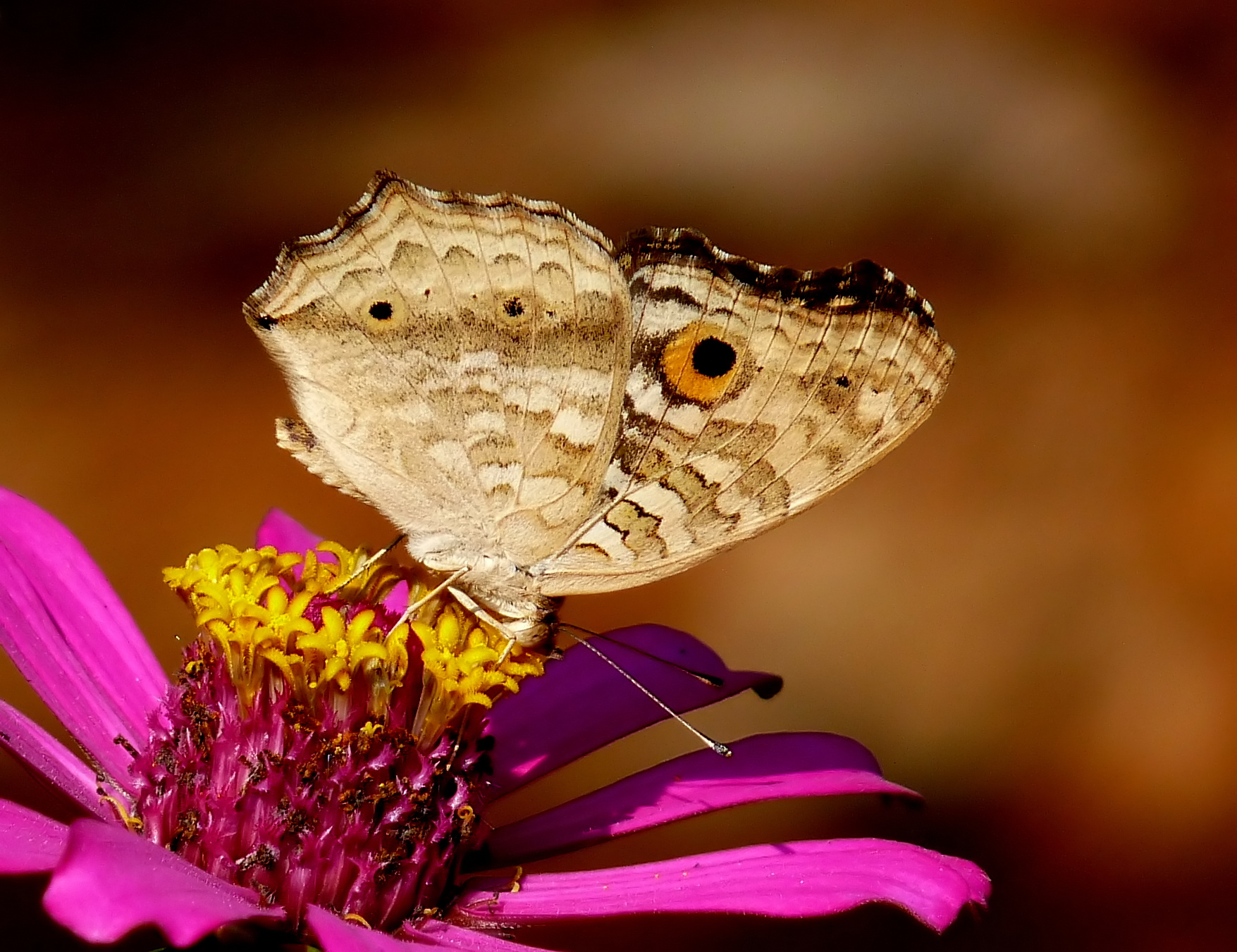
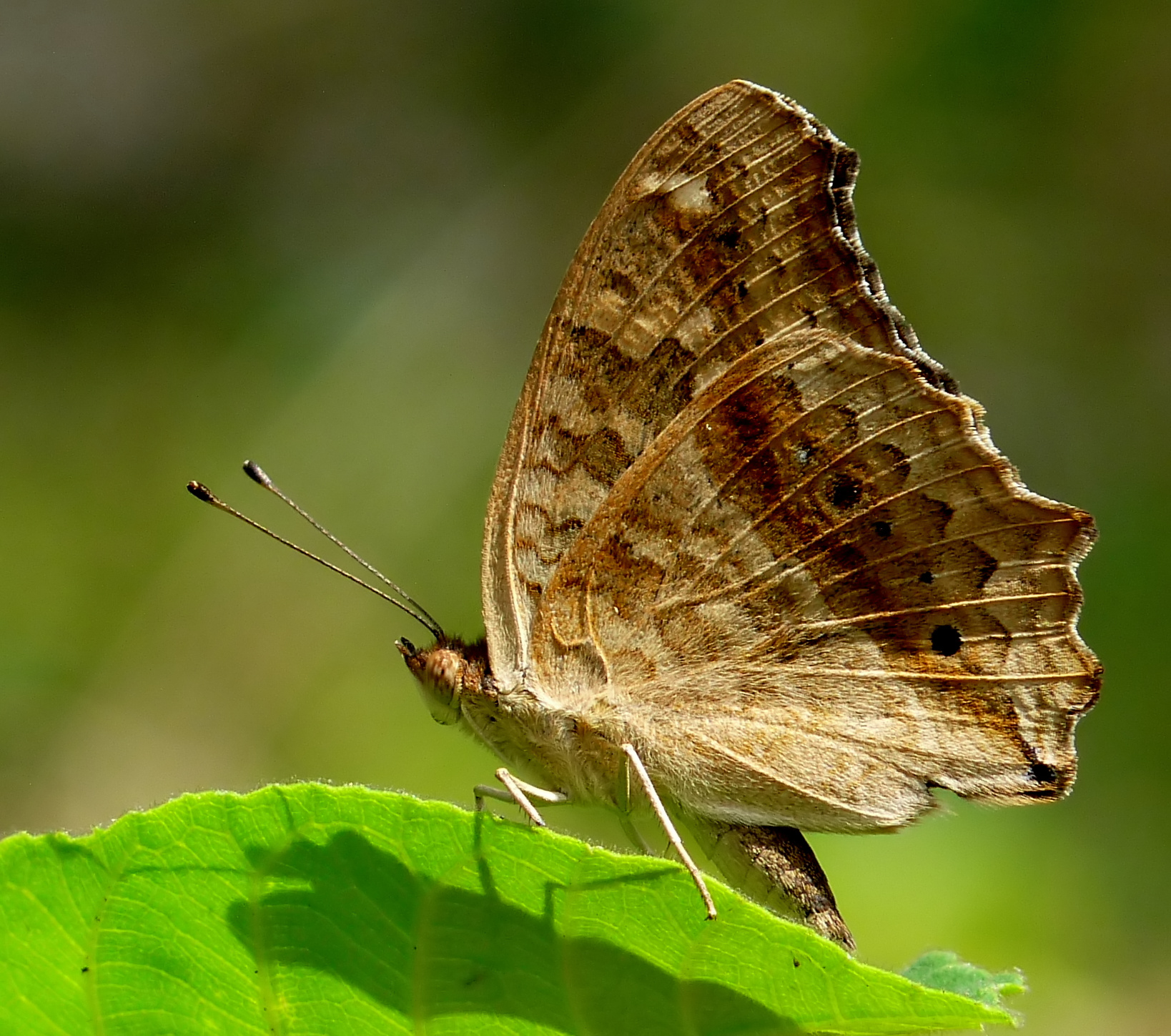
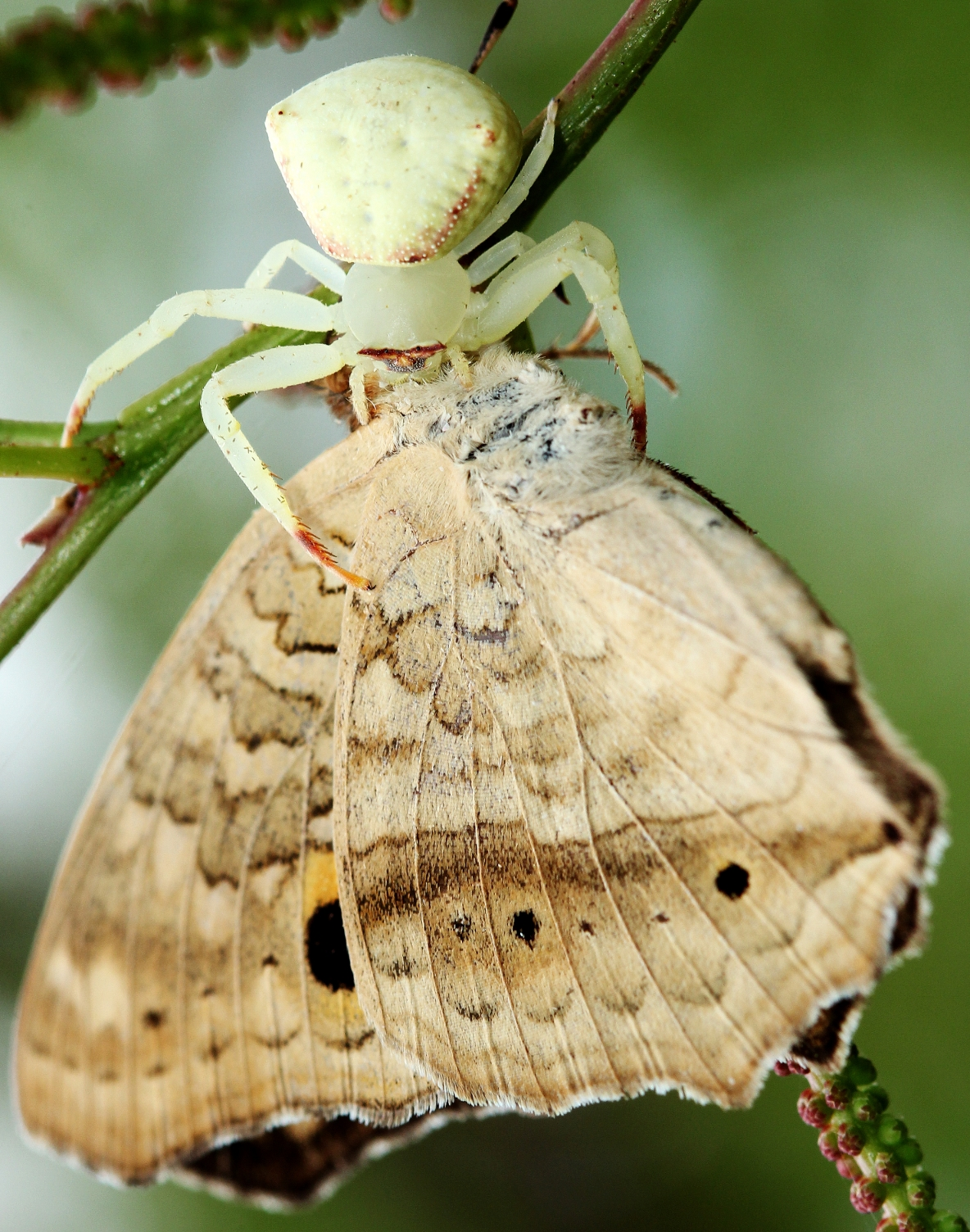
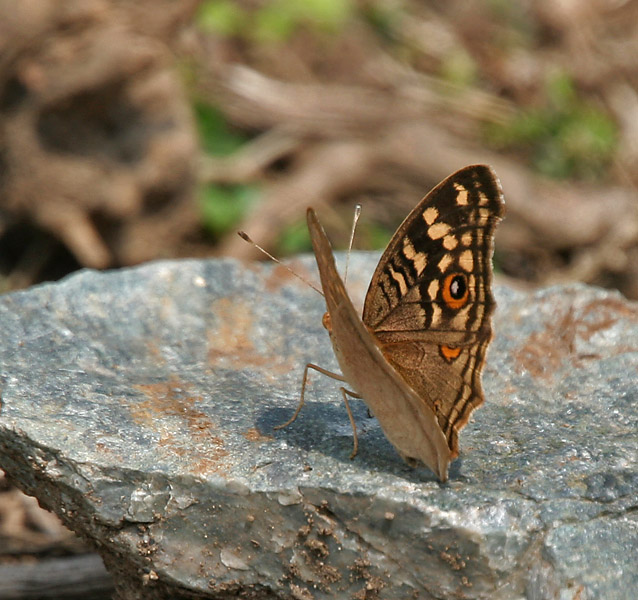
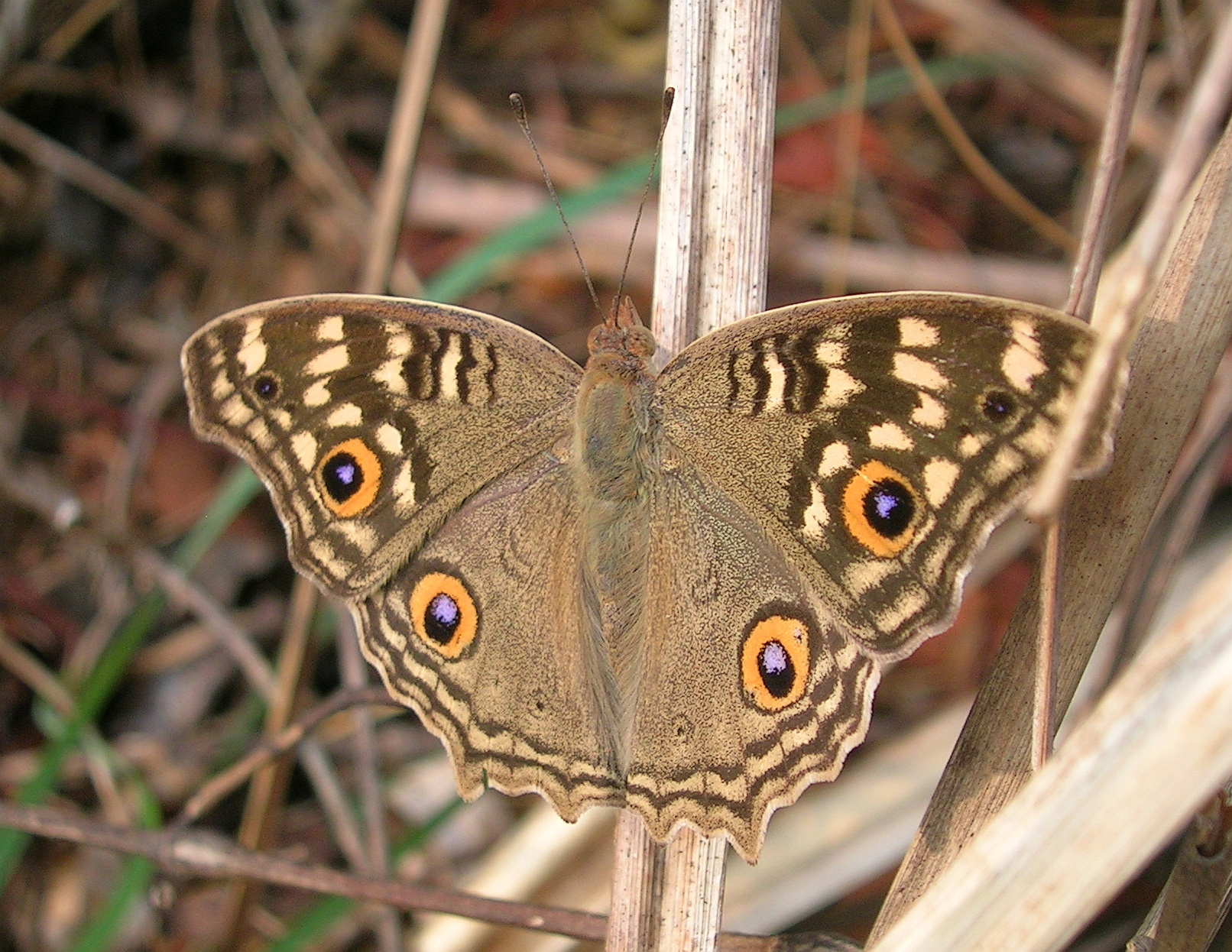
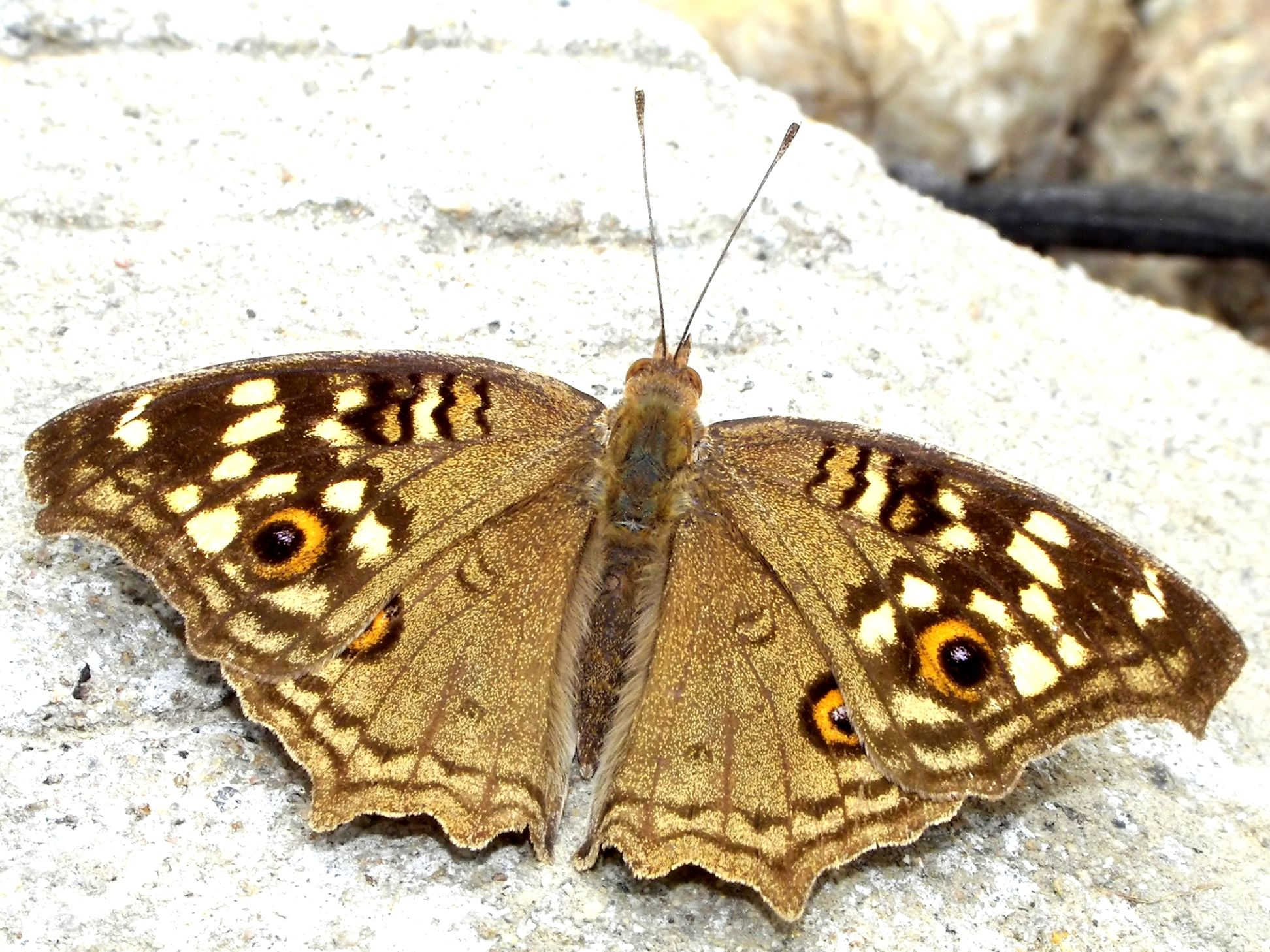
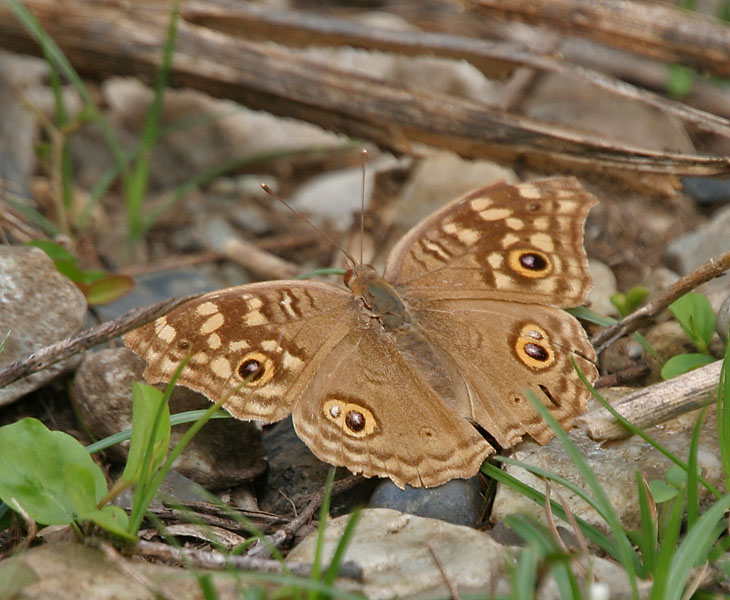
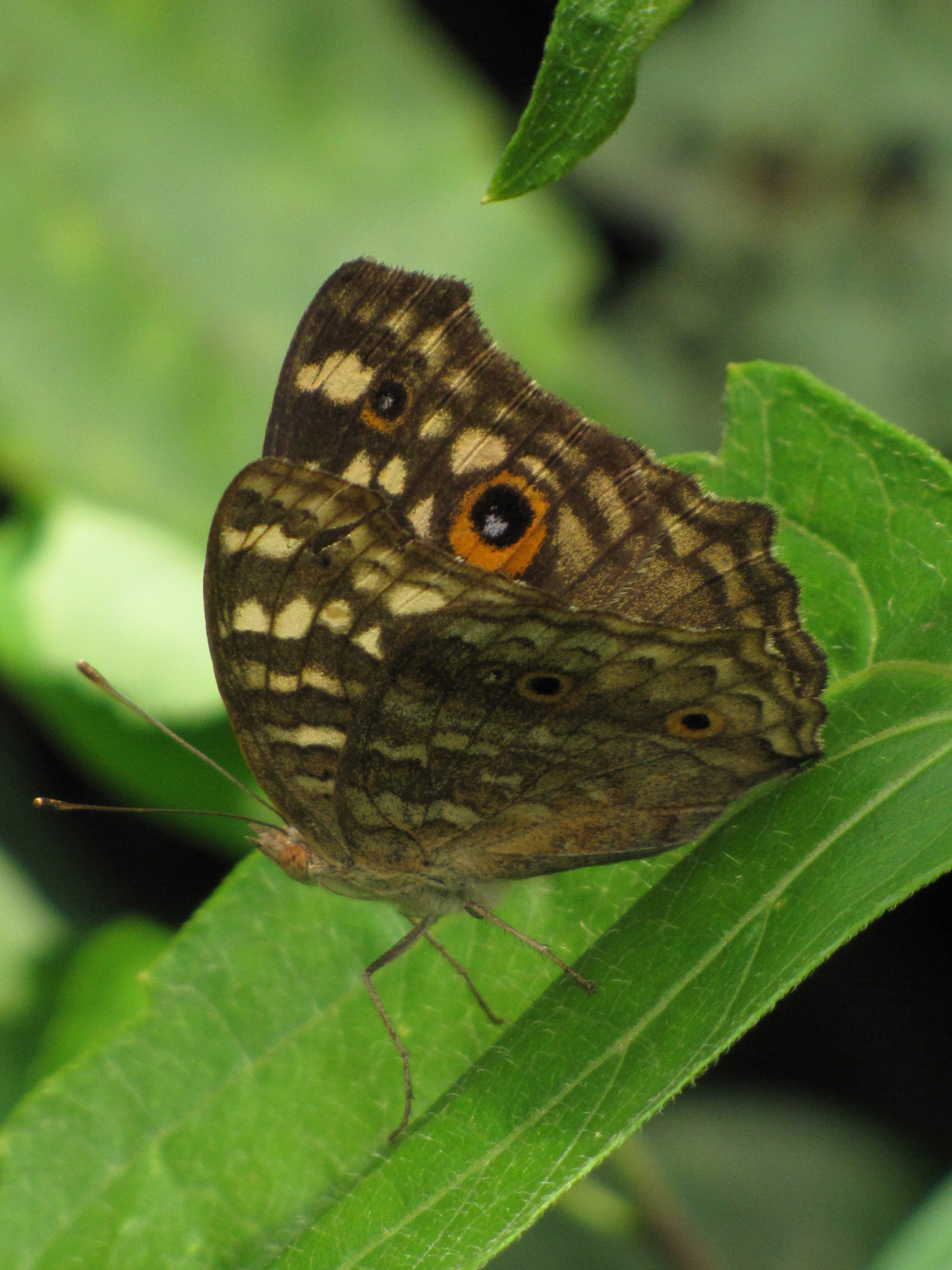
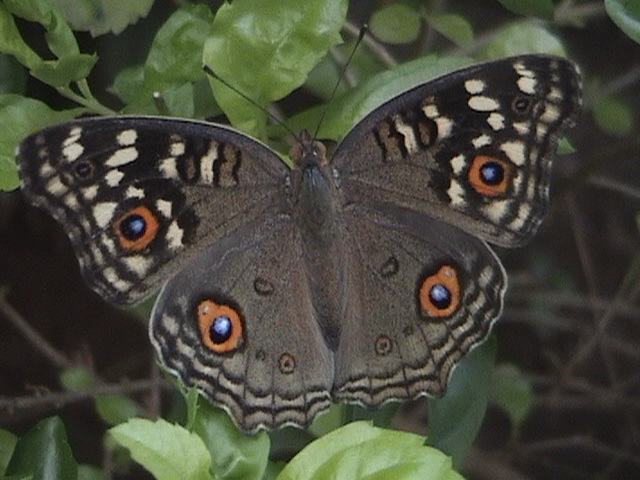
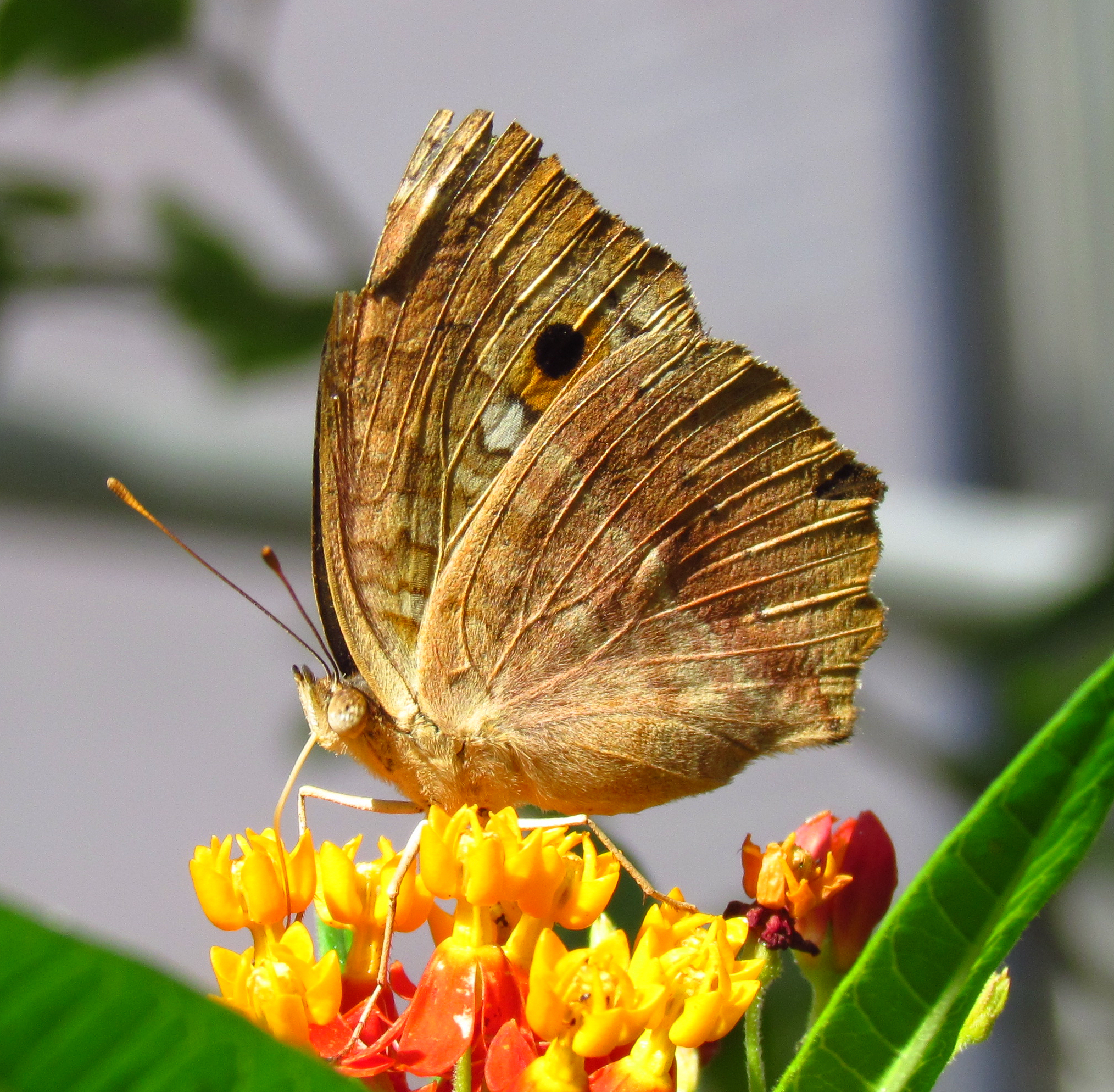
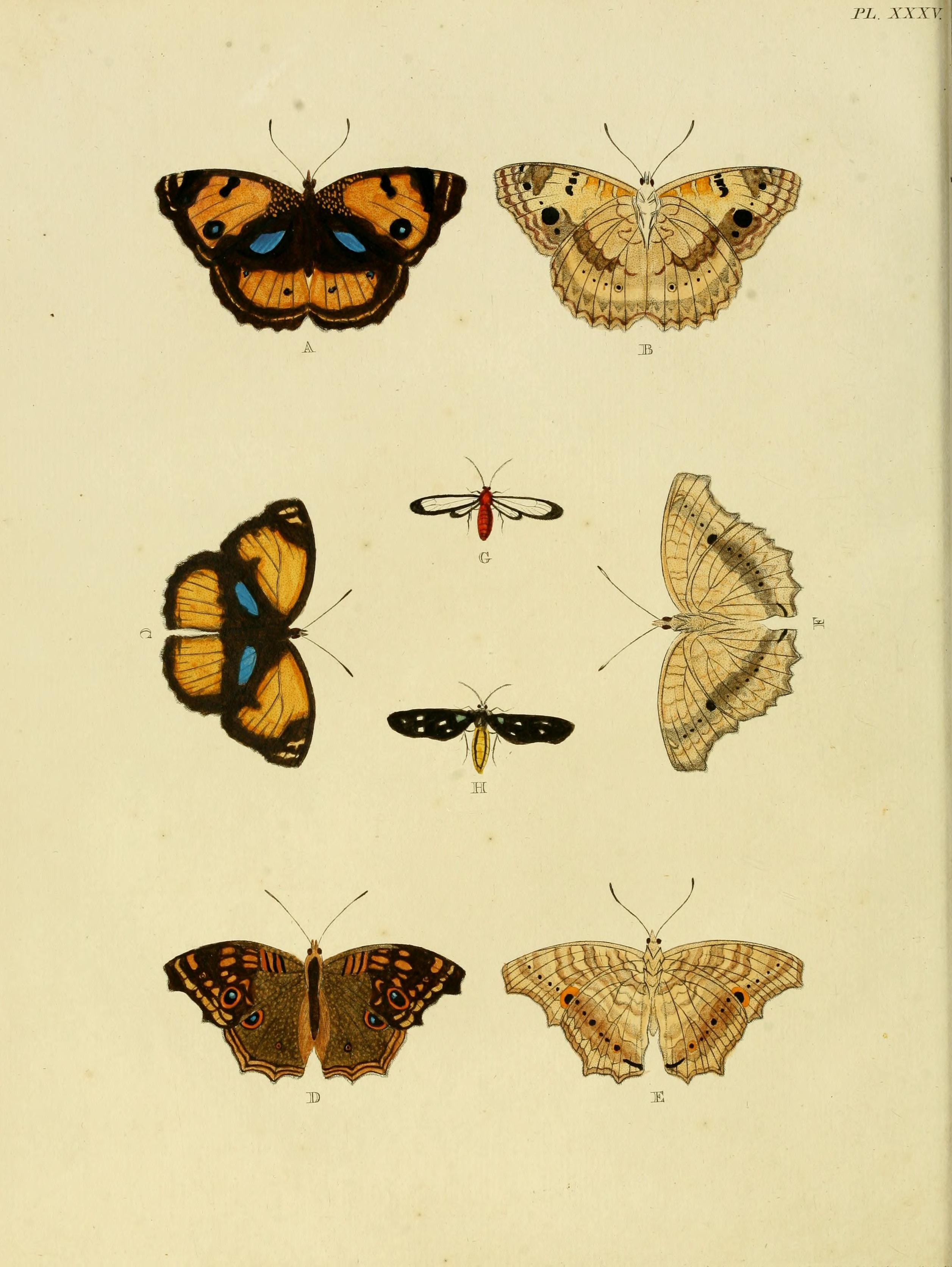